# PGC 1399412
LEDA/PGC 1399412 ist eine Spiralgalaxie mit auseinandergezogenen Spiralarmen im Sternbild Löwe nördlich der Ekliptik. Sie ist schätzungsweise 1 Milliarde Lichtjahre von der Milchstraße entfernt und hat eine Ausdehnung von etwa 215.000 Lichtjahren. Vom Sonnensystem aus entfernt sich das Objekt mit einer errechneten Radialgeschwindigkeit von näherungsweise 22.500 Kilometern pro Sekunde.
Im selben Himmelsareal befinden sich unter anderem die Galaxien NGC 2958, PGC 27630, PGC 27711, PGC 3531475.